# Sebha (ville)
Pour les articles homonymes, voir Sebha.
Sebha, ou Sabha, (en arabe : سبها) est une ville de Libye, la capitale et la plus grande ville de la région historique du Fezzan et du district de Sebha. Elle est située à 660 km au sud de Tripoli, au milieu du désert Libyque dans une oasis.

## Administration
En 2018, le maire est Hamid al-Khayali. En 2017, Senoussi Messaoud est membre du conseil des tribus des Ouled Souleymane, la principale tribu de la ville.

## Démographie
La population était estimée à 138 000 habitants en 2008 (75 000 selon certaines sources), et la population majoritaire sont les Toubou dans cette région.
La ville a la spécificité d’héberger un grand nombre de communautés libyennes: la tribu Qadhadhfa du Colonel déchu: Mouammar Kadhafi; les Ouled Souleymane, les Touaregs et les Toubous.
Après 2011, le divorce est consommé entre les Ouled Souleymane alliés aux Touaregs et les Qadhadhfa, alliés aux Toubous.

## Histoire
L'oasis de Sebha est connu depuis des siècles pour être une halte pour les caravanes du Sahara, se trouvant à côté du lac Gaberoun. La ville constituait un pôle essentiel du commerce transsaharien jusqu’à la fin du XIXe siècle.

### Époque coloniale italienne
Le fort Elena, du nom de la reine d'Italie Hélène de Monténégro épouse de Victor-Emmanuel III (anciennement Fortezza Margherita en l'honneur de la mère de Victor-Emmanuel, Marguerite de Savoie, épouse du roi Humbert Ier), a été construit à l'époque de l'occupation italienne et abrite aujourd'hui une caserne. Il est représenté sur les billets de dix dinars libyens.

### Seconde Guerre mondiale
Durant la Seconde Guerre mondiale, la colonne Leclerc des Forces françaises libres s'empare de Sebha le 12 janvier 1942. La ville est rebaptisée Fort-Leclerc et devient le centre administratif du territoire du Fezzan français (1943-1951). Les derniers bataillons français ne partiront qu'en 1956.

### Époque de la Libye indépendante

#### Sous le règne de Kadhafi
Sebha est un fief de la tribu Qadhadhfa, dont est issue le colonel Kadhafi. C'est en ce lieu que le leader libyen annonça l'« aube de l'ère des masses »[réf. nécessaire]. Durant cette période, Sebha est devenue une base militaire majeure dans le cadre des tentatives du Colonel de s'emparer du nord du Tchad.
Elle a également été le centre du programme nucléaire libyen. Le gouvernement de Kadhafi a ainsi déclaré à l'Agence internationale de l'énergie atomique (AIEA) avoir stocké au moins 2263 tonnes de concentrés d'uranium importés de différents sources entre 1978 et 2002. La construction d'une usine de conversion avait même été planifiée.

#### Première guerre civile libyenne
Durant la Première guerre civile libyenne en 2011, la ville fut l'une des principales places fortes fidèles au Colonel Kadhafi, avant d'être conquise par les troupes du CNT le 21 septembre 2011 grâce aux frappes aériennes britanniques. En septembre 2011, les troupes de Kadhafi ont trouvé un entrepôt militaire à proximité de Sebha contenant des produits radioactifs.

#### Deuxième guerre civile libyenne
La tribu arabe des Oulad Souleymane, largement hostile à Kadhafi, a profité de la première guerre civile pour prendre le contrôle de la ville et des routes des trafics, aux dépens des Touaregs et des Toubous. En conséquence, un conflit éclate en 2012, puis de nouveau en 2014 avec ces derniers. Le fort Elena devient rapidement une position stratégique très disputée. Les Oulad Souleymane sont dirigés par Ahmad al-Utaybi, qui constituera par la suite la 6e Brigade.
Depuis le début de la deuxième guerre civile libyenne en 2014, la ville est aussi devenue l'un des points de passage importants de la route migratoire méditerranéenne centrale. La Troisième force, une milice de Misrata, est dépêchée à Sebha par le gouvernement de salut national début 2014 pour protéger les bâtiments publics. En mai 2016, la 6e Brigade est engagée dans la bataille de Syrte aux côtés des milices Al-Bunyan al-Marsous. A la fin de l'année 2017, les affrontements reprennent dans la ville entre des Toubou et les Ouled Souleymane. Les escarmouches reprennent au mois de février 2018 et s'intensifient en mars.
Le 6 février 2018, refusant que sa brigade soit incorporée à l'Armée nationale libyenne du maréchal Haftar, Ahmad al-Utaybi réitère son allégeance au Gouvernement d'entente nationale (GEN). Il est démis de ses fonctions par le maréchal Haftar au profit de Khalifa Abdul Hafiz Khalifa et la 6e Brigade est violemment attaquée par des mercenaires tchadiens et soudanais au service de l'ANL. La 6e Brigade doit se replier dans la forteresse Elena, encerclée par les Toubous déterminés à la neutraliser une fois pour toutes. Les combats s'intensifient durant la première quinzaine de mai, jusqu'à la chute de la forteresse le 13 mai. Parallèlement, la brigade 128, dominée par les Oulad Souleymane et dirigée par le major Hassan Matoug al-Zadma, participera à l'offensive de l'ANL sur Mourzouq contre les Toubous en janvier 2018.

## Transport
La route Transafricaine 3 Tripoli (Libye)-Le Cap (Afrique du Sud) passe par Sebha.